# Fontaine Saint-Éloi (Floursies)
Pour les articles homonymes, voir Fontaine Saint-Éloi.
La fontaine Saint-Éloi est une fontaine située à Floursies, dans le département du Nord, en France. L'édifice est inscrit au titre des monuments historiques le 4 octobre 1932.

## Localisation
La fontaine est située dans la commune de Floursies au 2, place de l'Église.
D’après Bernard Coussée dans Légendes et croyances en Avesnois, la fontaine se trouverait alignée avec la « pierre de Dessus-Bise » de Sars-Poteries, les « pierres Martines » de Solre-le-Château et la « Pierre qui tourne » de Sautin.

## Historique
La fontaine est construite par les Romains, vers l'an 150, afin de conduire de l’eau à travers un aqueduc, long de 29 km, qui va de Floursies à Bavay en passant par Dourlers.
Les dalles du lavoir datent de l’an 350. La fontaine a servi à un culte païen et est christianisée dès le haut Moyen Âge. La fontaine est remaniée au XVIe siècle. De l’aqueduc il ne reste que peu de vestiges, car les pierres ont été réutilisées pour la construction de bâtiments comme l’église Saint-Rémi de Floursies, située à côté de la fontaine.

## Alimentation
L’aqueduc est alimenté, en plus de la fontaine Saint-Éloi, par plusieurs sources. La principale, du temps des Romains, semble essentiellement venir du lieu-dit Fosse-amère. Situé dans une zone humide du bois de la Haye d'Avesnes (bois de la Garde), Fosse-amère se situe à 1,3 km au nord-est de Floursies. À 200 mètres de Fosse-amère, on trouve à la lisière du bois un collecteur qui dirige l’eau via un conduit de drainage souterrain de 900 m. L’aqueduc était aussi alimenté en aval par la source de la rivière Tarsy. Le captage a eu pour effet de dessécher la totalité du terrain marécageux de Fosse-amère et provoqua la disparition de toute la flore marécageuse palustre ou lacustre qui y vivait. Le niveau des eaux est approximativement à la cote 185 et le débit de la source est encore de près de 100 mètres cubes à l'heure. Le principal ouvrage d'art de l'aqueduc était, vraisemblablement, un pont-siphon permettant de franchir la vallée de la Sambre. 

## Description

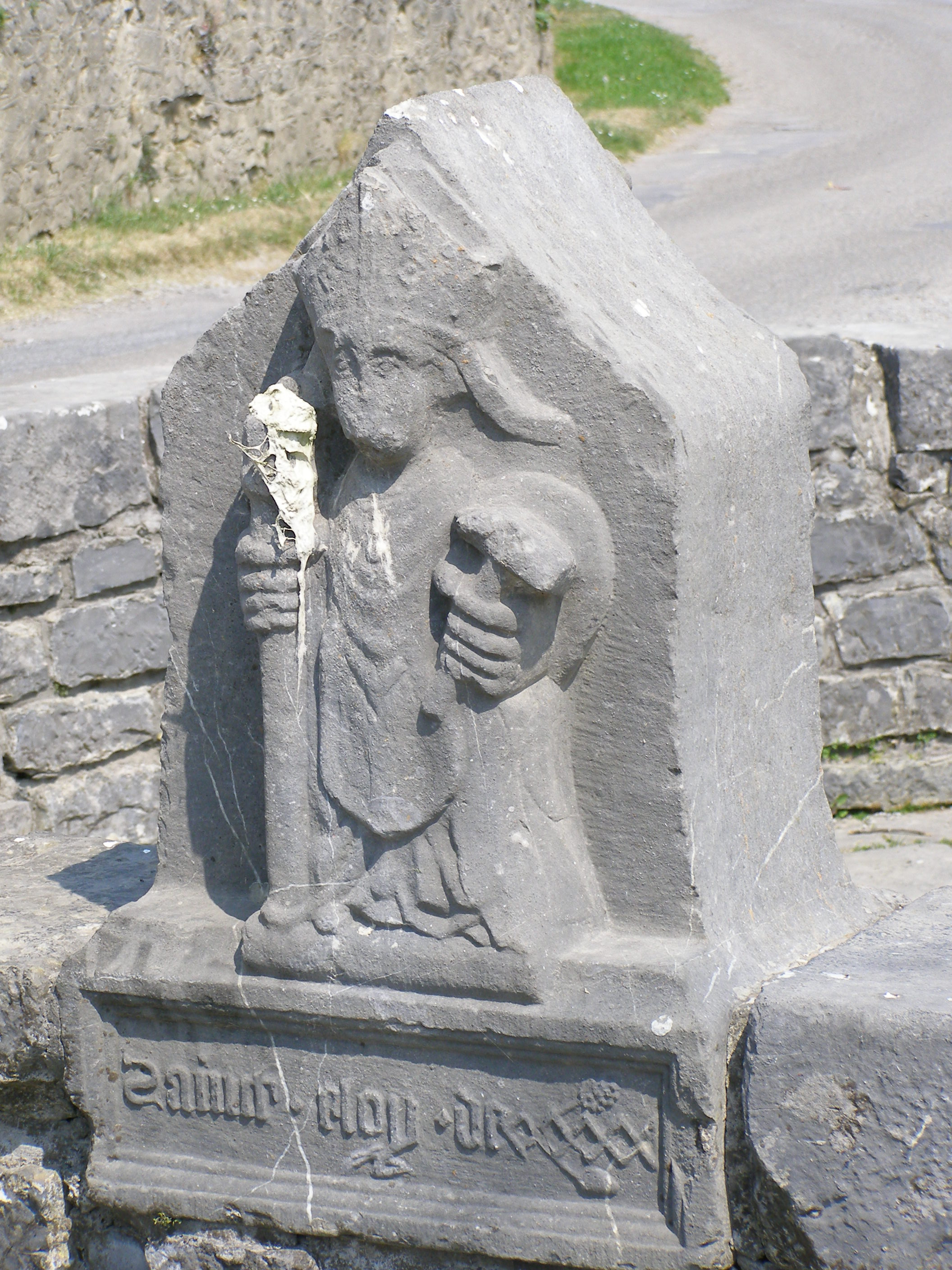
Statue de St Éloi.

Il s’agit d’un bassin circulaire de 2,90 m de diamètre et d'un mètre de profondeur. Il est entouré d'un pavement de dalles de pierre bleue. L'ensemble est ceinturé par un muret de 90 cm de hauteur, surmonté, au sud-ouest, au-dessus d’une rigole servant de déversoir, d'une statue d'Éloi de Noyon. Est inscrit « saint eloy DCXXXX » (soit 640) en honneur de la date à laquelle Saint-Eloy a accédé à l'Épiscopat de Noyon. La ceinture est ouverte au nord-est par deux marches qui permettent de descendre dans le bassin. Après le déversoir se trouve un lavoir rectangulaire.